# Генрік Талліндер
Генрік Талліндер (швед. Henrik Tallinder; 10 січня 1979, м. Стокгольм, Швеція) — шведський хокеїст, захисник.  
Вихованець хокейної школи АІК (Стокгольм). Виступав за АІК (Стокгольм), ХК «Пітео», «Баффало Сейбрс», «Рочестер Американс» (АХЛ), ХК «Лінчепінг», «Нью-Джерсі Девілс», ЦСК Лайонс і ТПС Турку.
В чемпіонатах НХЛ — 678 матчів (28+114), у турнірах Кубка Стенлі — 39 матчів (2+10). В чемпіонатах Швеції — 164 матчі (6+12).
У складі національної збірної Швеції учасник зимових Олімпійських ігор 2010 (4 матчі, 0+0). У складі молодіжної збірної Швеції учасник чемпіонатів світу 1998 і 1999. У складі юніорської збірної Швеції учасник чемпіонату Європи 1997.
Досягнення
- Чемпіон світу 2013 року.
- Чемпіон Швеції (2001)
- Срібний призер юніорського чемпіонату Європи (1997).